# Lengelbachtal

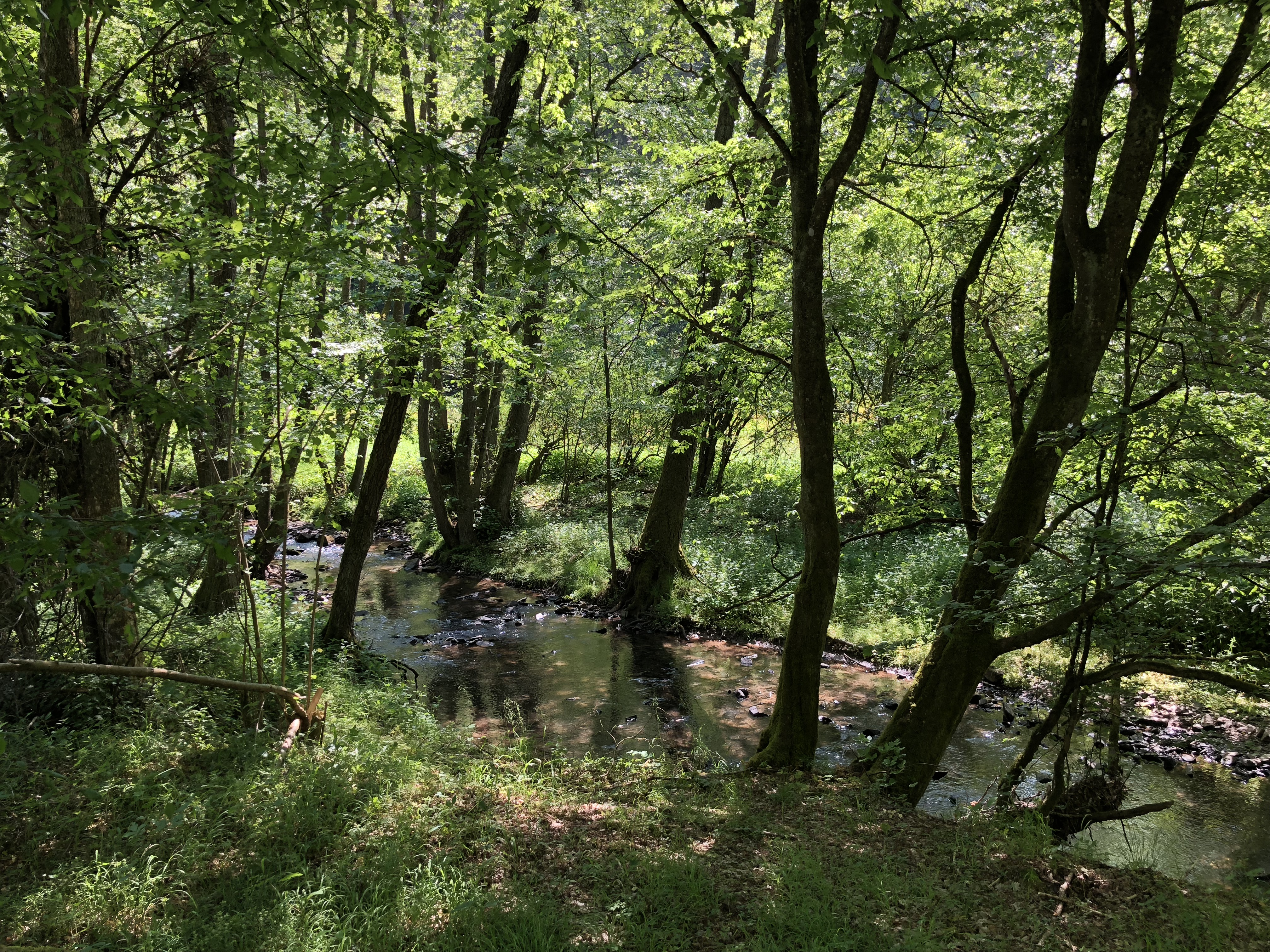
Naturschutzgebiet Lengelbachtal (Mai 2018)

Das Naturschutzgebiet Lengelbachtal liegt auf dem Gebiet der Stadt Frankenau und der Gemeinde Vöhl im Landkreis Waldeck-Frankenberg in Hessen.
Das etwa 78,3 ha große Gebiet, das im Jahr 1992 unter der Kennung 1635045 unter Naturschutz gestellt wurde, erstreckt sich nördlich, nordöstlich und östlich von Louisendorf entlang des Lengelbaches. Am nordwestlichen Rand des Gebietes verläuft die B 252 und fließt die Eder.